# Jean Lavigne (homme politique)
Pour les articles homonymes, voir Jean Lavigne et Lavigne.
Jean Lavigne est un homme politique français né et décédé à une date inconnue.
Négociant à Tonneins, administrateur du département, il est député de Lot-et-Garonne de 1791 à 1792, s'occupant surtout des questions monétaires.